# John Brahm
John Brahm (Hamburgo, 17 de agosto de 1893 – Malibù, 13 de octubre de 1982) fue un director de cine alemán. Trabajó en filmes de la serie B, donde destacó, y luego como director de televisión.

## Trayectoria
Hans Julius Brahm, nacido en Hamburgo, era hijo del actor Ludwig Brahm y sobrino del empresario teatral Otto Brahm, lo que le facilitó el acceso a los escenarios.
Comenzó, de hecho, como actor teatral. Después de la Primera Guerra Mundial, trabajó en Viena, Berlín y París, en diversos puestos. Pero como director destacó ya en Berlín: en el Deutsches Theater y en el Lessing Theater.
Tras la llegada de Adolf Hitler al poder, Brahm abandonó Alemania. Al principio fue a Inglaterra. Trabajó como supervisor de producciones de cine, hasta dirigir su primer film Broken Blossoms en 1936, donde rehacía el film homónimo de D. W. Griffith (aparecido en 1919).
Luego estuvo en Francia.
En 1937 Brahm emigró a los Estados Unidos. Inició su carrera cinematográfica en Hollywood en la Columbia Pictures, si bien trabajó a veces para la 20th Century-Fox. Desde entonces, siguió trabajando para la industria del cine, y destacó sobre todo en el cine fantástico.
Ya en 1939, con ¡Dejadnos vivir! (Let Us Live), destacó por esa historia marcada por la pesadilla de una aberrante condena a muerte; continuaba con el tema del fallo judiaicl y sus secuelas un subgénero desarrollado por F. Lang (Solo se vive una vez, 1937), que tuvo logros en A. Hitchcock, Falso culpable o en Más allá de la duda del propio Lang, ambos de 1956.
En 1943 rodó ¡Por fin se decidió!, donde la protagonista emprende un viaje con su tío a Canadá y, tras alojarse en un desvencijado hotel, se enamora del dueño y convence al tío para ayuder a modernizarlo: es un modo de introducir imquietud que siempre le acompañó. Pues Brahm llamó la atención con películas complejas (que desbordaban la serie B en la que se inscribirían en principio), como un inquietante El inquilino (The Lodger) en 1944 (también conocido por Jack el Destripador, así en Francia); el perturbador film Semilla de odio (Guest in the House) (1944), el violentamente psicológico Concierto macabro (Hangover Square) (1945) y La huella de un recuerdo (The Locket) (1946), que es un clásico del suspense patológico, basado en la cleptomanía de la protagonista.
Hizo Una vida y un amor (Singapore) (1947), donde Fred MacMurray y Ava Gardner actores que están excepcionales. Ese mismo año, 1947, rodó El doblón Brasher (The Brasher Doubloon), basado en un relato de Chandler (fue la última adaptación que este hizo para el cine negro); pese a que Marlowe no está precisamente en la cumbre con G. Montgomery, no deja de ser una curiosa unión del relato gótico y del cine negro.
Con The Mad Magician (1954) dio una vuelta de tuerca a los Crímenes del museo de cera de André de Toth, 1953. Su último film fue Hot Rods to Hell (1967), con Dana Andrews.
Brahm fue un importante creador de atmósferas enrarecidas, en la llamada serie B del cine estadounidense, que se le vincula al trabajo genial de Edgar G. Ulmer y Joseph H. Lewis. Su dedicación absorbente a la nueva pantalla (con más de 150 filmes para la TV) se vincularía con su decadencia creativa.

## Filmografía parcial
- Broken Blossoms (1936)
- Counsel for Crime (1937)
- Penitentiary (1938)
- Girls' School (1938)
- Culpas ajenas (Let Us Live, 1939)
- Noches en Río (Rio) (1939)
- Escape to Glory (1940)
- Vidas sin rumbo (Wild Geese Calling, 1941), guion de Horace McCoy (actores: Henry Fonda, Joan Bennett)
- The Undying Monster (1942)
- Tonight We Raid Calais (1943)
- Bomber's Moon (1943) (no acreditada)
- ¡Por fin se decidió! (Wintertime, 1943)
- El inquilino (The Lodger 1944), también conocida como Jack, el destripador
- Semilla de odio (Guest in the House 1944)
- Concierto macabro (Hangover Square 1945)
- Three Little Girls in Blue (1946) (no acreditada)
- La huella de un recuerdo (The Locket, 1946)
- El doblón Brasher (The Brasher Doubloon, 1947)
- Una vida y un amor (Singapore) (1947)
- Siren of Atlantis (1949) (no acreditada)
- El mensaje de Fátima (The Miracle of Our Lady of Fatima, 1952)
- El Ladrón de Venecia (The Thief of Venice, 1950)
- Face to Face (1952)
- The Diamond Queen (1953)
- The Mad Magician (1954)
- The Golden Plague (1954)
- Special Delivery (1955)
- Bengazi (1955)
- Hot Rods to Hell (1967)